# Aéroport
Ne doit pas être confondu avec Aérodrome.

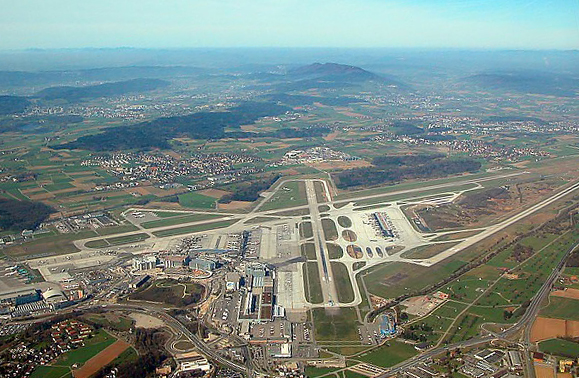
Vue aérienne de l'aéroport international de Zurich, en Suisse.

Un aéroport est l'ensemble des bâtiments et des installations situés sur un aérodrome et qui servent au traitement des passagers ou du fret aérien.
Le bâtiment principal en est généralement l'aérogare, par lequel transitent les passagers (ou le fret) et qui est en conséquence le point de liaison entre les moyens de transport au sol (routiers, ferroviaires, etc.) et les aéronefs.
Lorsque l'aérodrome est à usage exclusif ou quasi exclusif de l'aéroport, il en fait partie ; dans ce cas, l'aéroport est l'ensemble des installations, y compris l'aérodrome.

## Terminologie
Un aéroport est un ensemble d'infrastructures destinées au trafic aérien commercial de passagers ou de fret aérien ainsi qu'à toutes les activités commerciales et administratives (vente de billets, douane, etc.) qui s'y rattachent.
L'aéroport est implanté sur un aérodrome dont il partage parfois les infrastructures avec d'autres utilisateurs militaires (base aérienne) ou civils (aviation générale). Toutefois, les plus grands aéroports sont souvent à l'usage exclusif ou quasi-exclusif du transport aérien commercial et le terme « aéroport » désigne alors l'ensemble des installations.
Le bâtiment principal de l'aéroport est l'aérogare. Pour le passager aérien, l'aérogare est l'interface entre les transports terrestres individuels ou collectifs et les avions ; c'est le lieu où il accomplit les formalités d'enregistrement auprès de la compagnie aérienne ainsi que les éventuelles formalités de police ou de douane. Les plus grands aéroports utilisent plusieurs aérogares qui donnent, elles-mêmes, accès à plusieurs jetées voire à des bâtiments totalement séparés où sont stationnés les avions. Les appellations en français de ces bâtiments ne sont pas standardisées : le terme aérogare est plutôt attaché au bâtiment desservi par les transports terrestres, le terme terminal aux bâtiments donnant accès aux avions. La terminologie anglaise est présente dans la plupart des aéroports en plus de la langue locale : l'équivalent de l'aérogare est le terminal, celui du terminal est concourse.
Certains aéroports sont utilisés par une compagnie aérienne comme plateforme de correspondance. Une partie notable des passagers utilise alors l'aéroport pour changer d'avion. La configuration des terminaux et des installations destinées au traitement des bagages doit prendre en compte ce cas particulier.
Un héliport est un aéroport ou une partie d'un aéroport destiné exclusivement au trafic des hélicoptères.
Un hydroaéroport est bâti près d'un plan d'eau et il est destiné aux hydravions.
Un adaport (terme québécois) est un aéroport généralement situé au cœur d'une zone urbanisée et destiné aux avions à décollage court.

## Typologie

### Classement fonctionnel
Les aéroports internationaux admettent les vols en provenance et à destination d'autres pays. Une partie de l'aérogare ou une aérogare séparée est alors dévolue aux formalités d'entrée ou sortie du territoire et aux opérations de douane.
Les aéroports nationaux accueillent les vols intérieurs à un pays ou à une union douanière.
Un aéroport peut héberger une compagnie aérienne qui s'en sert comme plateforme de correspondance. Les terminaux doivent alors être aménagés pour faciliter le transit entre les portes d'embarquement ainsi que le déchargement des bagages et leur réorientation dans un délai de l'ordre de l'heure.
Les aéroports régionaux sont généralement plus petits et servent d'aéroport d'appoint aux aéroports nationaux et internationaux.
Certains aéroports se spécialisent dans l'accueil du trafic des compagnies à bas coût ou disposent d'une aérogare spécifique à ce trafic.
Quelques aéroports sont exclusivement affectés au fret, mais une partie importante de ce trafic provient du transport de fret en soute des avions de transport de passagers.
Toutefois, la majorité des aéroports accueille généralement tous les types de trafic commerciaux et on ne les distingue que par la primauté de l'une des activités.

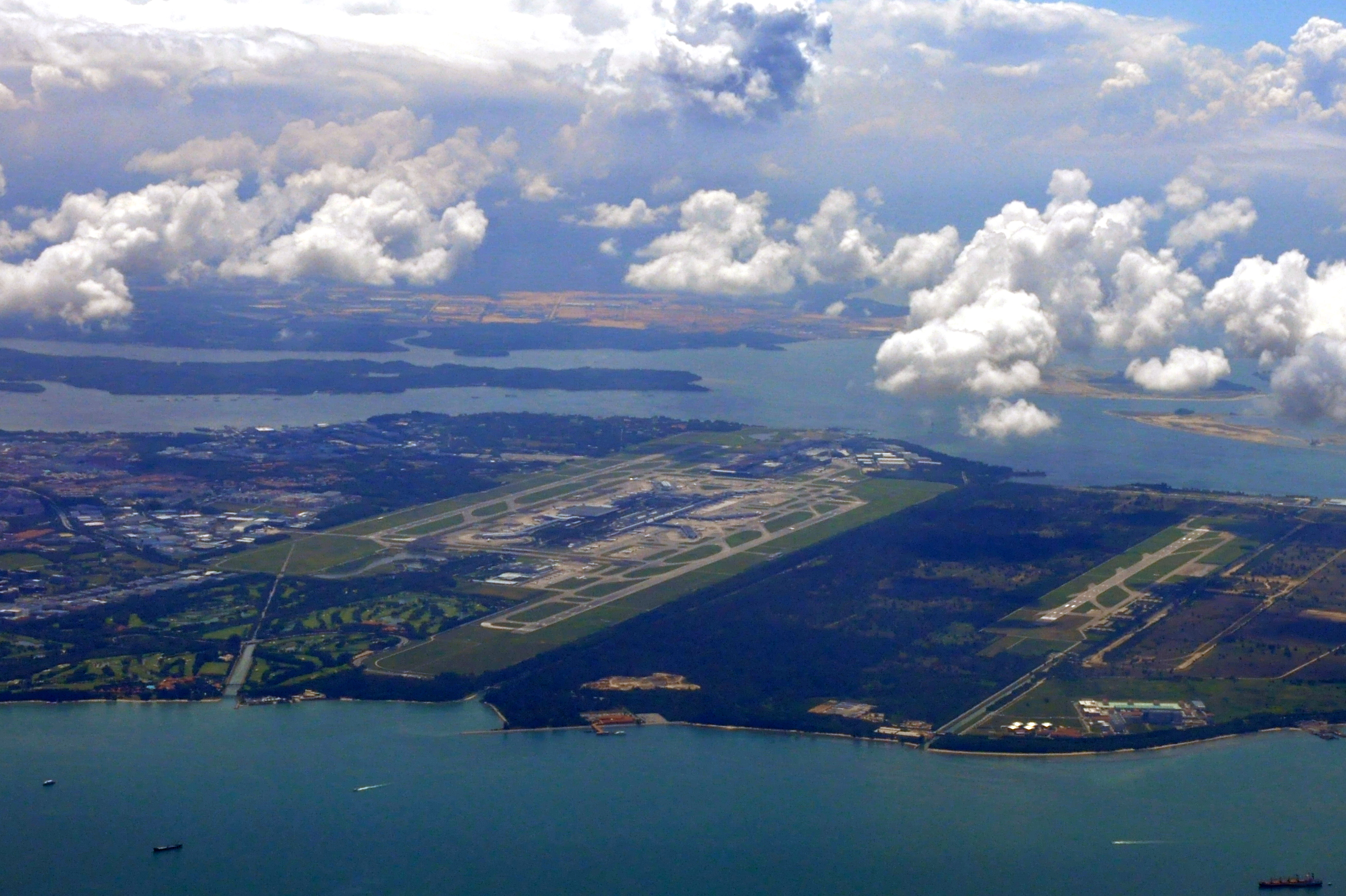
Singapour est une cité-État et toutes les destinations desservies à partir de son aéroport (à gauche sur la photo) sont internationales.
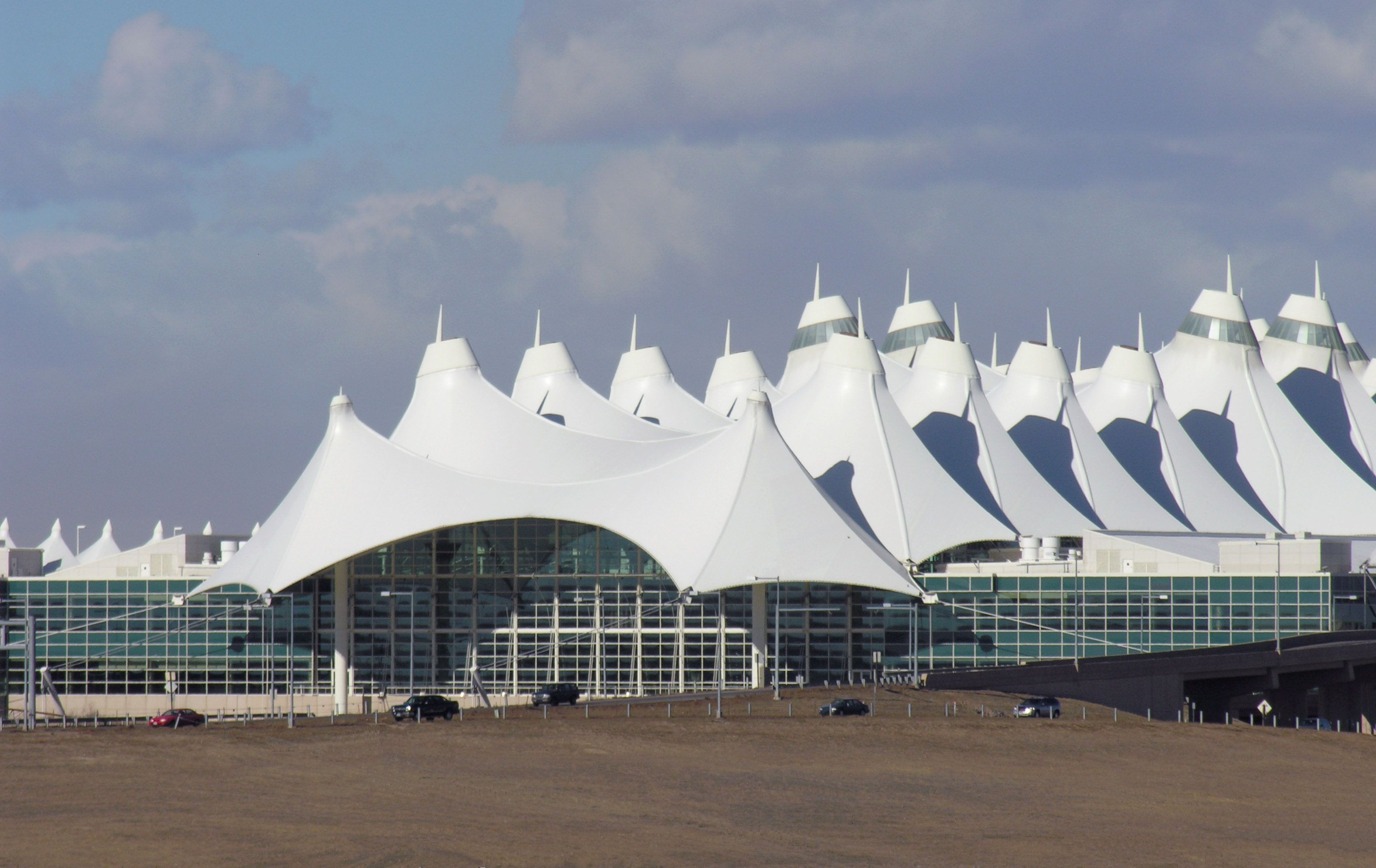
Le trafic national de certains des grands aéroports aux États-Unis est largement prépondérant : 98 % des 60 millions de passagers à Denver.
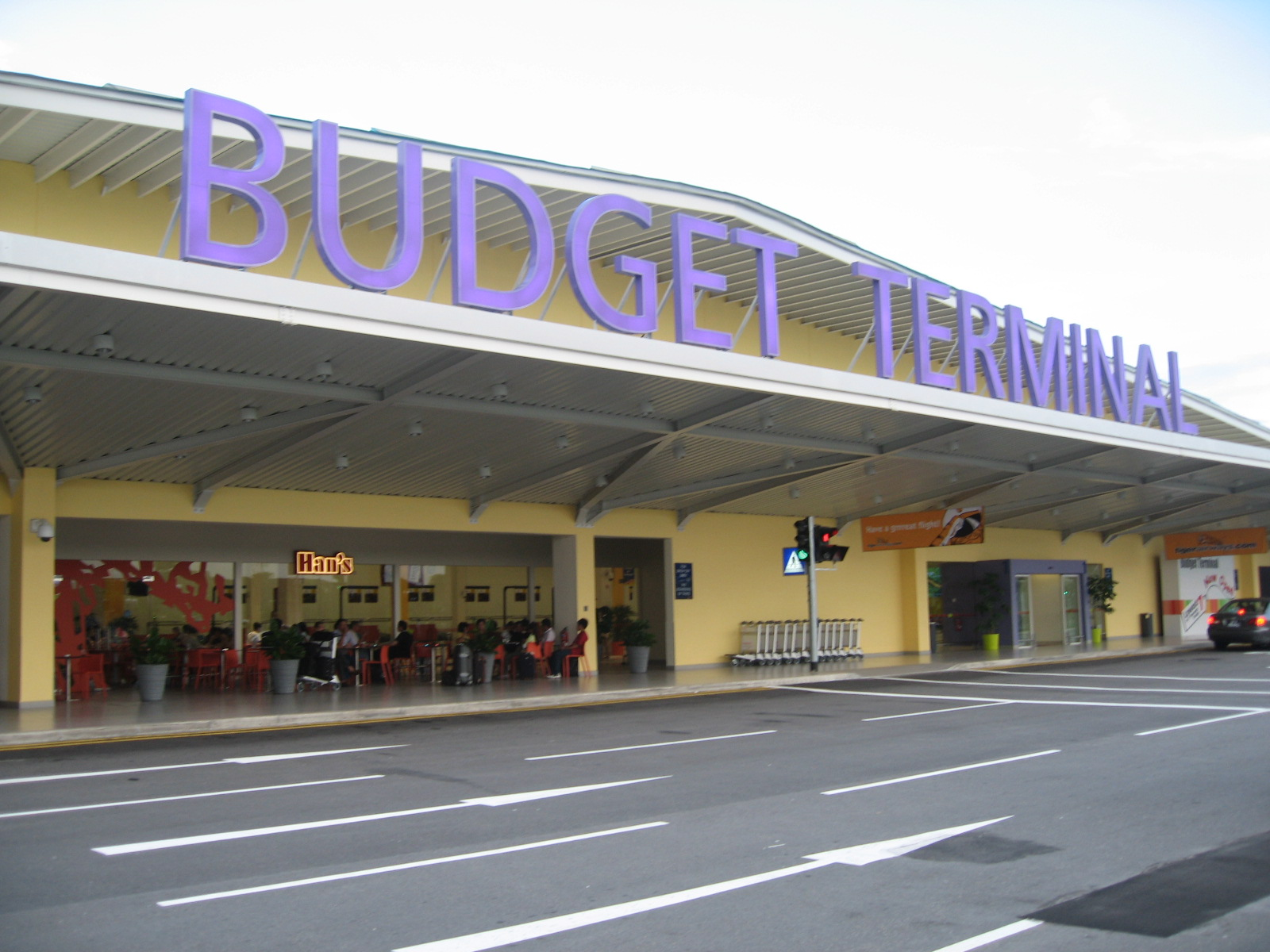
L'aérogare réservée aux passagers des compagnies à bas coûts est clairement identifiée à l'aéroport de Singapour.
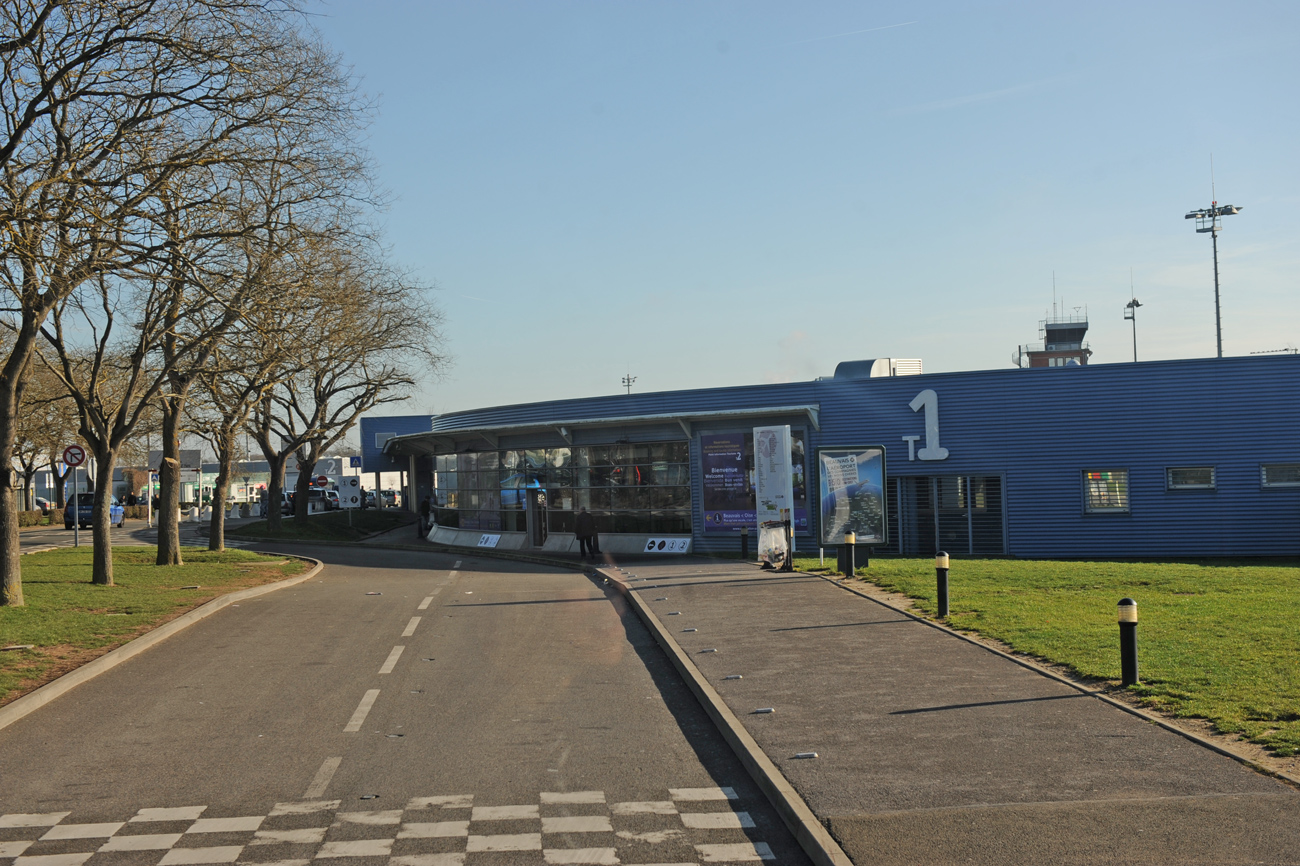
L'aérogare de l'aéroport de Paris-Beauvais est entièrement destinée aux passagers des compagnies à bas coûts.
Le hall de la gare de Lyon-Saint-Exupéry, directement connectée à l'aéroport du même nom.

### Classement par importance
Les statistiques de trafic permettent de classer les aéroports en fonction de leur trafic passagers, trafic fret ou du nombre de mouvements.
En France, et probablement dans de nombreux pays voire à l'échelle mondiale, la loi de Pareto est vérifiée. Ainsi, les deux grands aéroports parisiens représentent à eux seuls plus de 50 % du trafic, quel que soit le critère retenu, et les neuf premiers aéroports (sur 42) représentent plus de 80 % du trafic. Il en résulte que 80 % des aéroports français sont des petits aéroports, voire très petits qui se partagent les 20 % restants du trafic.
Il existe une corrélation entre le trafic d'un aéroport et le nombre de mouvements. En France, toutefois, on note sur les 15 dernières années (2000-2015) une augmentation du trafic et une baisse des mouvements. Cette tendance est due à l'augmentation de la taille des avions et à un meilleur taux de remplissage.

### Aéroport dangereux
Les avions utilisant un aéroport n'ont pas tous les mêmes performances de maniabilité à basse vitesse. Le classement en trois catégories selon ce critère dépend à la fois du type d'avion et des caractéristiques de la piste et de son circuit d'approche :
- la catégorie A couvre les aéroports utilisables de nuit et disposant d'au moins une piste équipée d'une approche aux instruments conforme (approche dans l'axe de la piste et taux de descente standard) ainsi que l'absence d'obstacles pour effectuer un tour de piste à moins de 1 000 pieds ;
- la catégorie B couvre les aéroports imposant des limitations (piste courte…) ou dotés de caractéristiques inhabituelles (déclivité sur la piste…) ou des obstacles sur le tour de piste ou des conditions météorologiques fréquemment défavorables ;
- la catégorie C couvre les aéroports combinant plusieurs des contraintes ci-dessus. L'utilisation de ces plateformes nécessite un entraînement et une qualification particulière des pilotes et l'autorisation d'accès est liée à une décision conjointe des autorités aéroportuaires et de la compagnie aérienne. Une liste des aéroports européens classés en catégorie C est disponible sur Liste des aéroports ayant une particularité remarquable.

## Infrastructures
Les infrastructures nécessaires au transport aérien de passagers ou de fret sont celles que l'on trouve sur un aérodrome auxquelles s'ajoutent le terminal aéroportuaire permettant au passager aérien ou au fret de transiter entre les transports au sol et les avions.
La grande majorité des aérodromes sont conçus pour l'aviation de loisirs, sportive ou d'affaires. Le transport aérien de passagers ou de fret utilise des avions de ligne généralement plus lourds et plus rapides et la fréquence des mouvements (atterrissage ou décollage) dépasse la centaine par heure dans les créneaux les plus chargés. Il en résulte que les infrastructures doivent être adaptées en taille, nombre et efficacité pour répondre à la demande.

### Pistes
Les aéroports doivent pouvoir être accessibles de nuit ou lorsque les conditions météorologiques sont défavorables. Le balisage de l'approche finale et celui de la piste sont alors primordiaux. Certaines compagnies aériennes imposent l'utilisation de l'ILS, même en conditions de vol à vue et la piste doit être équipée en conséquence.
Les avions de ligne sont moins sensibles aux vents de travers : la vitesse d'atterrissage étant trois à quatre fois plus élevée que celle d'un avion léger, l'angle formé entre l'axe de l'avion et la trajectoire au sol, pour un vent de travers donné, est plus faible. Il en résulte que beaucoup de nouveaux aéroports n'ont qu'une seule orientation de piste. Les aéroports construits avant l'ère des avions de ligne à réaction conservent toutefois des orientations multiples.

Comparaison 1955 - 2017 du plan des pistes de l'aéroport d'Heathrow, Royaume-Uni
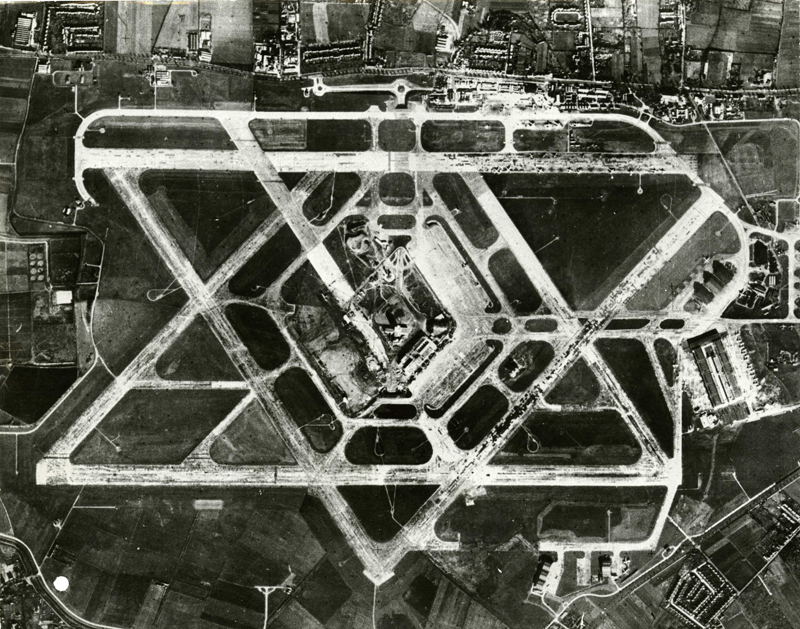
En 1955, l'aéroport comporte des pistes avec 3 × 2 orientations différentes permettant l'atterrissage des multimoteurs à hélices.
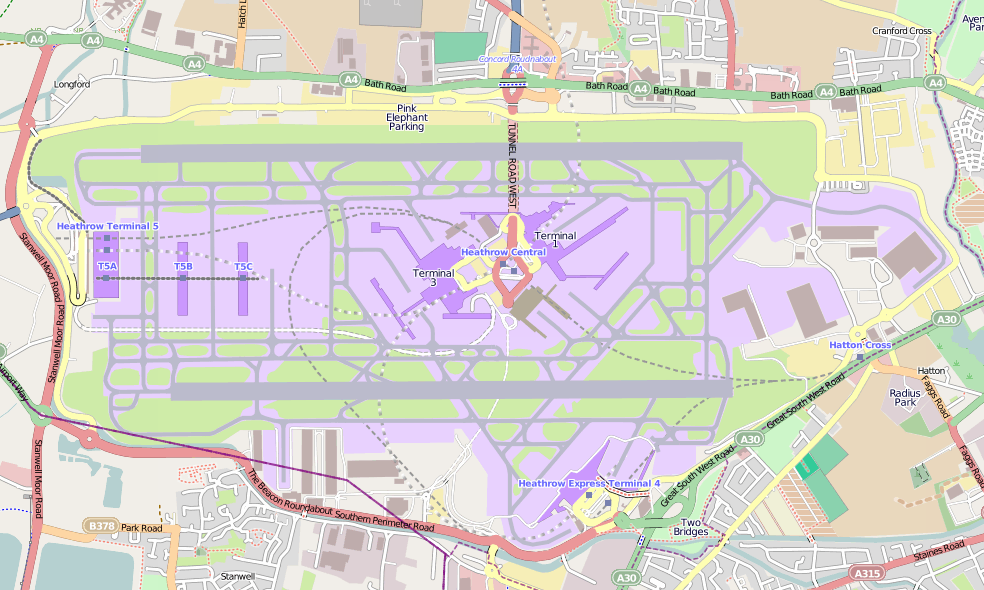
En 2017 l'aéroport ne comporte plus que deux pistes rallongées pour accueillir les avions de ligne à réaction.

Lorsque le trafic est important l'utilisation d'une seule piste peut être insuffisante. Les plus grands aéroports disposent alors de deux, voire trois ou quatre, pistes parallèles. L'utilisation simultanée de pistes qui se croisent est possible mais doit faire l'objet de procédures précises. Dans le cas où plusieurs pistes sont utilisables, il est courant d'en affecter une à l'atterrissage et l'autre au décollage. Toutefois, un avion à l'atterrissage peut être amené à effectuer une remise de gaz ce qui impose de maintenir une séparation dans le temps.
La capacité d'une piste d'aéroport dépend du temps passé par chaque avion sur la piste, mais aussi de la distance à respecter entre deux avions pour éviter les courants tourbillonnaires, la turbulence de sillage, générés par l'avion de tête.
L'identification des pistes est identique à celle des aérodromes : le chiffre représente l'orientation magnétique de la piste. Dans le cas de pistes parallèles, on ajoute la lettre L pour la piste gauche (left) et R pour la piste de droite (right). La piste centrale est notée C (center). Pour deux paires de pistes parallèles, on ajoute ou on retranche 1 au chiffre normal bien que les pistes aient toutes la même orientation.

### Voies de circulation
La largeur, les rayons de virage et les matériaux de couverture doivent être adaptés aux dimensions et au poids des avions de ligne utilisant la plateforme.
Lorsque le trafic est important et le nombre de pistes élevé, il devient nécessaire de créer un véritable réseau de voies de circulation et des sens uniques afin d'éviter au maximum le croisement des avions et a fortiori les croisements entre voies de circulation et pistes.
Afin d'augmenter la capacité des pistes, les aéroports à fort trafic créent des voies de sortie rapide permettant aux avions à l'atterrissage de quitter la piste dès que leur vitesse est réduite et contrôlée sans attendre l'arrêt complet.

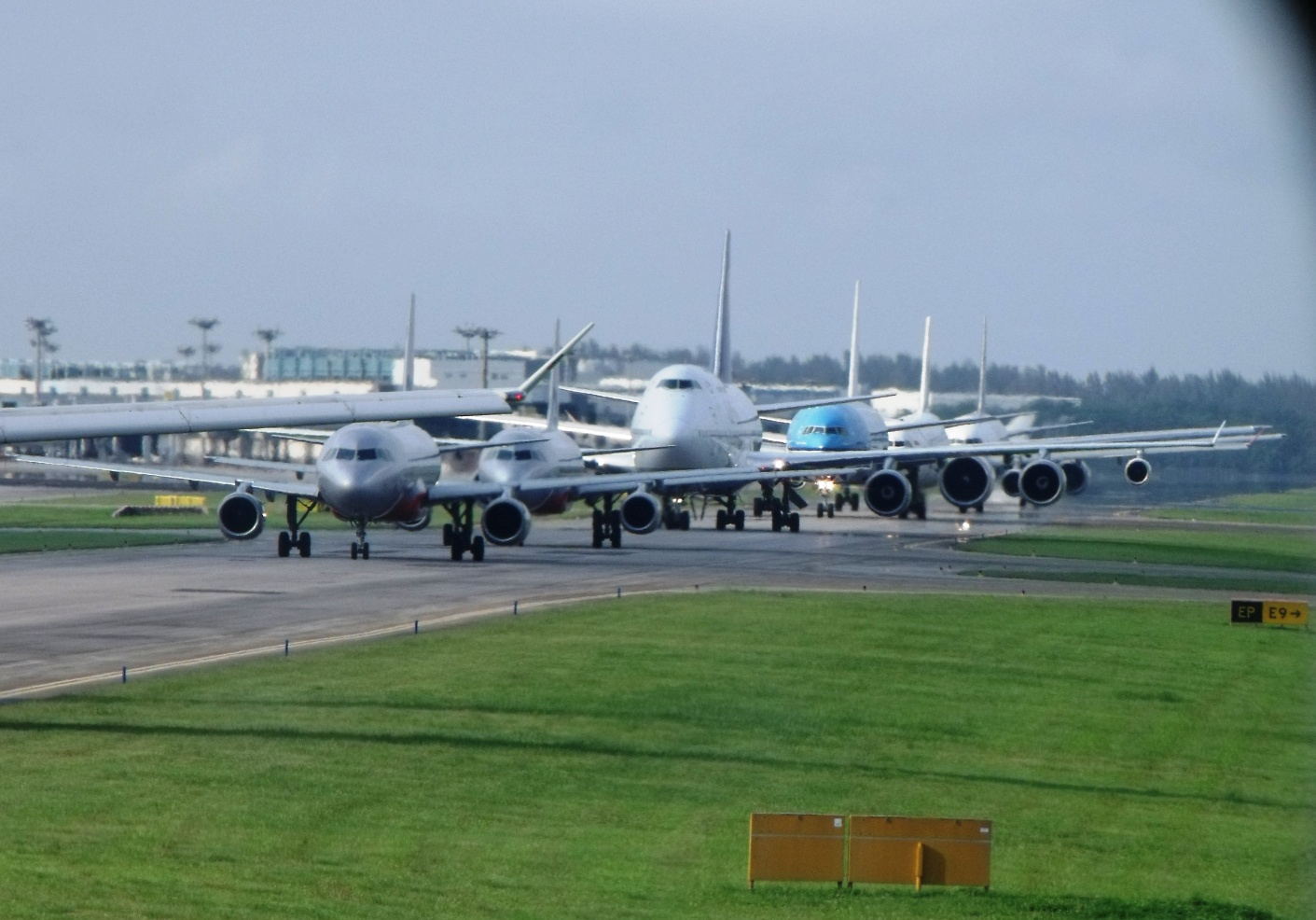
File d'avions au roulage sur le taxiway de l'aéroport de Singapour-Changi.

### Aires de stationnement

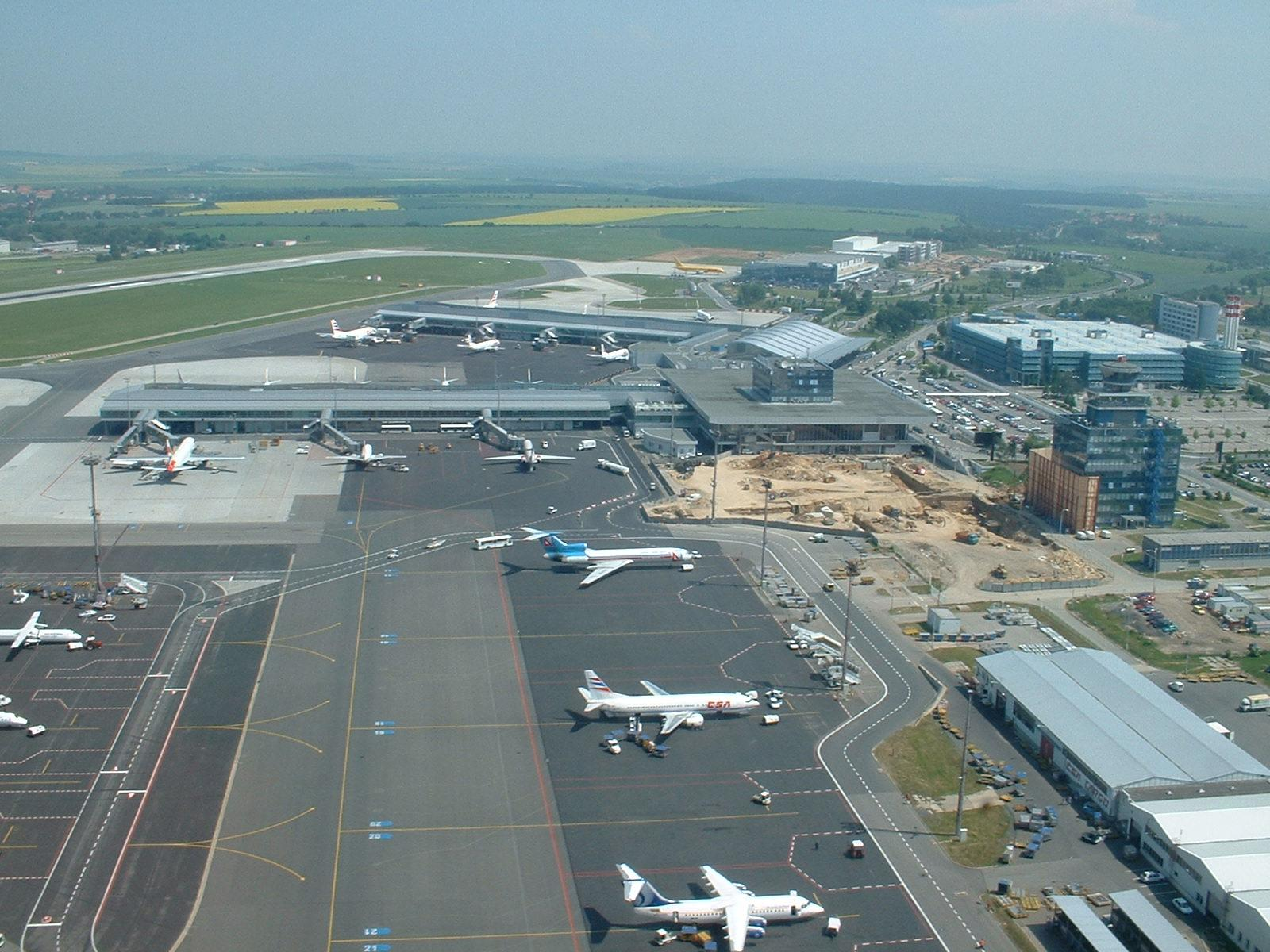
Vue du parking et du terminal de l'aéroport de Prague-Václav-Havel.

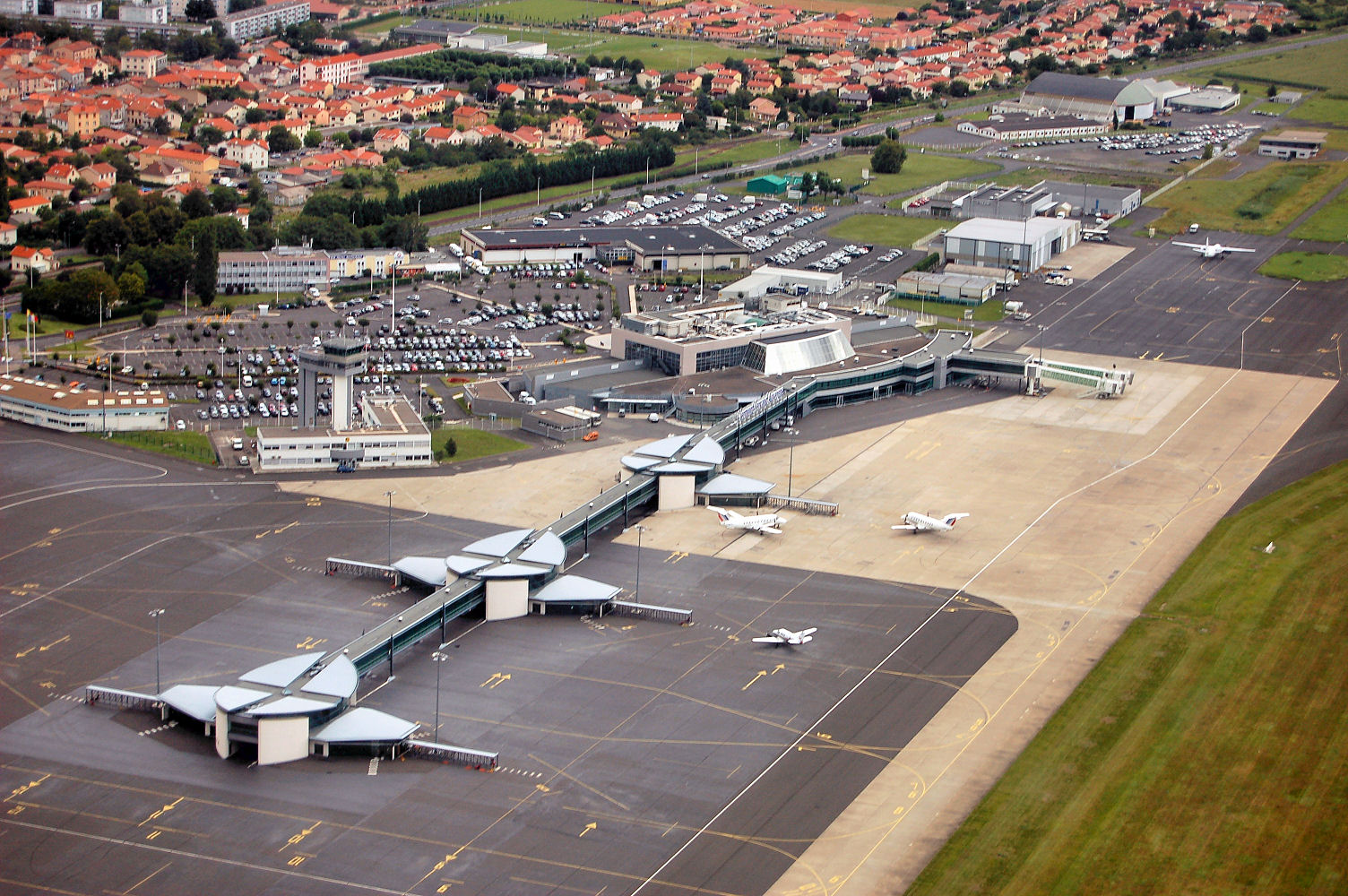
Parking et terminaux de l'aéroport de Clermont-Ferrand-Auvergne en Auvergne.

Les aires de stationnement, ou parkings (parfois encore appelés tarmacs) sont les parties de l'aéroport où s'effectuent les opérations d'embarquement et de débarquement des passagers, chargement et déchargement des soutes à bagages et à fret ainsi que l'avitaillement des avions (remplissage des réservoirs de carburant, évacuation des déchets et approvisionnement des consommables de bord).
Sur les petits aéroports, les aires de stationnement sont situées au plus près de l'aérogare et les passagers marchent jusqu'à l'avion. Les surfaces nécessaires au garage d'un avion sont de l'ordre de 1 000 m2 pour un avion de ligne biréacteur et atteignent 6 000 m2 pour les plus gros quadriréacteurs, auxquelles s'ajoutent les espaces nécessaires aux manœuvres et au roulage. Pour des raisons de sécurité et de confort, les passagers sont alors acheminés par autobus jusqu'à un escalier permettant l'accès à la cabine. A fortiori, cette méthode est utilisée lorsque les contraintes d'espace obligent à déporter les aires de stationnement à distance de l'aérogare. Pour encore plus de confort, les plus grands aéroports ont construit des jetées à partir de l'aérogare, voire des terminaux détachés, permettant le stationnement des avions près de la porte et l'accès par une passerelle télescopique et orientable.

### Contrôle d'aérodrome, AFIS et tour de contrôle
Le contrôle d'aérodrome est le service qui, sur certains aérodromes, gère la circulation des avions dans l'espace proche des pistes d'atterrissage, essentiellement les trajectoires d'approche et de départ, et au sol. La précision de l'identification, de la localisation et de la mesure des vitesses au sol est encore (2017) insuffisante pour permettre de s'affranchir totalement d'une surveillance visuelle de la plateforme. La tour de contrôle est un bâtiment qui abrite les contrôleurs aériens et les écrans liés au radar de contrôle, une salle vitrée située en hauteur plutôt destinée à la surveillance du trafic au sol et l'antenne radar située sur le toit.
Le contrôle d'aérodrome définit la piste en service et gère le balisage lumineux en fonction des conditions météorologiques et de visibilité.

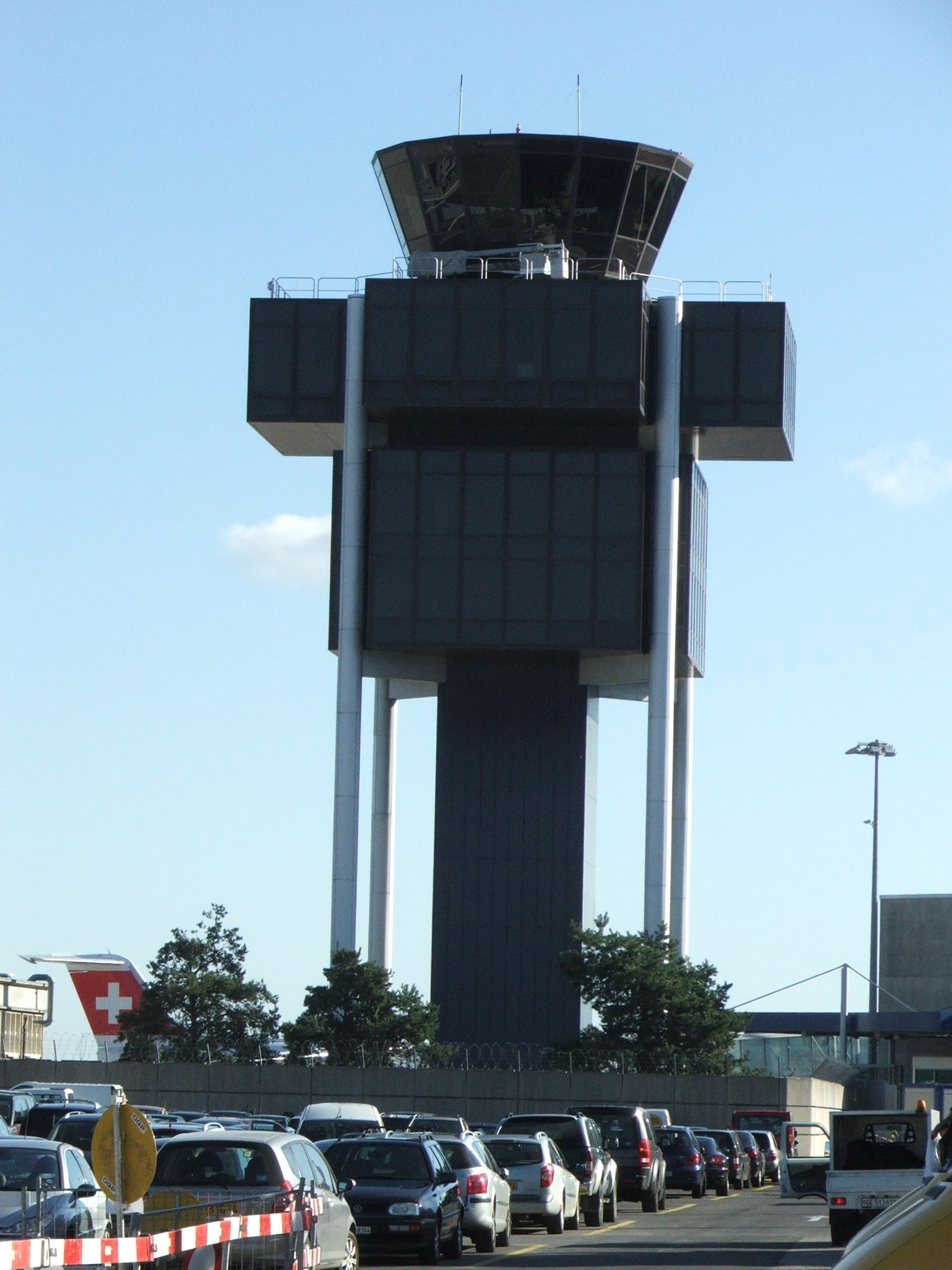
Tour de contrôle de l'aéroport international de Genève.

Sur d'autres aérodromes, c'est un service d'information de vol d'aérodrome (AFIS) qui est rendu. Les agents AFIS ne sont pas habilités à donner des instructions aux pilotes, mais seulement à leur transmettre des informations pour faciliter leurs manœuvres, qui sont effectuées sous leur entière responsabilité.

### Aérogare et terminal

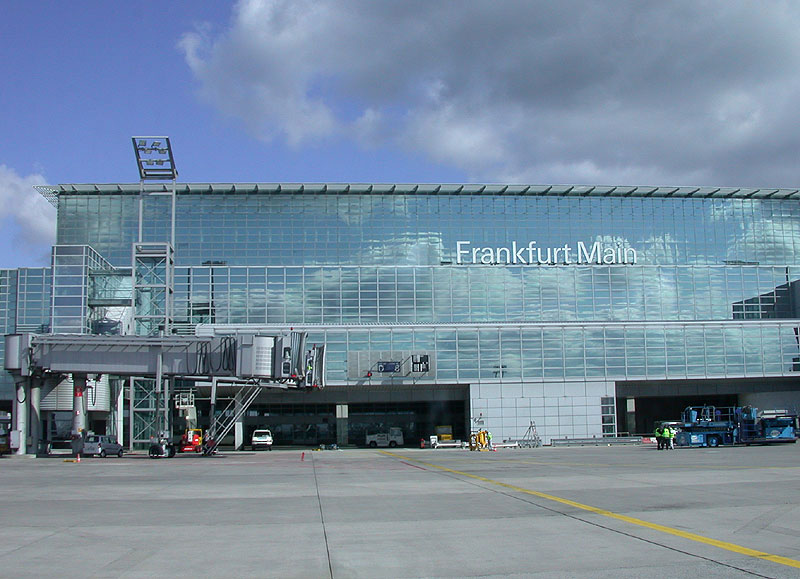
Une des aérogares de l'aéroport de Francfort-sur-le-Main.

L'aérogare est un bâtiment d'interface entre les transports terrestres privés ou publics utilisés par le passager aérien et l'avion. Côté externe, se trouvent des voies routières d'accès permettant l'arrêt et la dépose de passagers arrivant en voiture ou en bus et éventuellement une gare, une station de métro ou de tramway ; côté interne, se trouvent des portes d'embarquement donnant accès aux avions soit directement par passerelle, soit par l’intermédiaire de bus ou à pied. Dans les plus grands aéroports, certaines portes d'embarquement peuvent être situées dans un bâtiment séparé, le terminal. La liaison entre l'aéroport et les terminaux est généralement effectuée en souterrain par un tapis roulant ou un métro léger.
En raison des menaces pour la sécurité des transports aériens, la grande majorité des aérogares sont séparées en deux zones distinctes. Les installations des compagnies aériennes permettant la vente des billets et l'enregistrement des passagers et de leurs bagages sont situées dans la zone externe accessible au public ; les portes d'embarquement sont situées dans la zone interne et ne sont accessibles qu'aux passagers enregistrés. Dans le cas d'un aéroport international, une partie de la deuxième zone peut être sous douane et accessible uniquement aux passagers des vols internationaux. L'accès aux zones internes nécessite le passage par les contrôles de police et de sûreté au départ et le contrôle éventuel de la douane à l'arrivée.
L'aérogare et les terminaux mettent à disposition des passagers des salles et salons d'attente et souvent des boutiques et services de restauration. Dans la zone sous douane, on peut souvent trouver des boutiques assurant la vente hors-taxe.
À l'arrivée, le passager international récupère ses bagages de soute en zone sous douane et passe par un contrôle de police et de douane avant l'accès à la zone externe. Pour les vols nationaux la récupération des bagages est généralement assurée dans la zone externe, à laquelle le passager accède par passage direct à sa sortie de l'avion.

## Historique et évolution
L'histoire du transport aérien de passagers et de fret inclut celle des compagnies aériennes, des avions de ligne et des aéroports. La transformation des infrastructures aéroportuaires est la conséquence des évolutions du transport aérien et en particulier :
- l'allongement des pistes, plus de 2 000 m pour les avions de ligne quadrimoteurs puis plus de 3 500 m pour les quadriréacteurs ;
- la multiplication des pistes parallèles, deux à cinq, résultant de l'augmentation du nombre de mouvements ;
- l'augmentation du nombre d'aérogares et de terminaux liés à l'accroissement du nombre de passagers ;
- la lutte contre les actes terroristes obligeant à séparer les zones accessibles au public de celles réservées aux passagers contrôlés ;
- le respect de l'environnement qui a conduit à l'éloignement des zones urbanisées.

### Les premiers aéroports, avant la Seconde Guerre mondiale
Les premiers aéroports, au sens strict du terme, ont été mis en service dans plusieurs villes d'Allemagne dès 1910 par la compagnie Delag, opératrice des dirigeables Zeppelin. En quatre années, jusqu'à la Première Guerre mondiale, elle a effectué 1 600 vols et transporté 34 000 passagers.
À la suite de la Première Guerre mondiale, l'Europe, celle de l'Ouest en particulier, s'est trouvée pourvue d'un grand nombre d'aérodromes qui avaient servi de base aux milliers d'avions utilisés pendant le conflit. Leur utilisation ou leur transformation en aéroport était relativement aisée puisqu'il suffisait de construire quelques locaux sur une prairie d'une vingtaine d'hectares afin d'accueillir les premiers services commerciaux réguliers et, en premier lieu, le courrier aérien. Certains de ces aéroports étaient aussi indispensables en tant qu'escales techniques car la distance franchissable de la plupart des avions était inférieure à 250-300 km.
En même temps les grandes capitales européennes se dotent d'installations plus importantes. Dès 1919, le premier service aérien entre Paris et Londres est créé à partir des aéroports du Bourget et de Hounslow, deux bases aériennes rapidement adaptées pour des vols commerciaux. D'autres aéroports sont construits en Europe tel que Croydon (1920) près de Londres au Royaume-Uni, probablement le premier doté d'un service de contrôle aérien par radio ; Bromma (1936) près de Stockholm en Suède, le premier d'Europe à être équipé d'une piste en dur ; Tempelhof (1938) près de Berlin en Allemagne accueille une aérogare monumentale dont la canopée peut abriter les avions et leurs passagers pendant l'embarquement.
Au cours des années 1930, plusieurs villes d'Europe situées à proximité d'étendues d'eau comme Copenhague au Danemark, Rome, Venise et Gênes en Italie, Barcelone en Espagne ou Lisbonne au Portugal ont pu s'équiper d'hydroaéroports et développer des services utilisant des hydravions. Cette solution ne nécessite pas de pistes et les aérogares sont construites dans les ports.
Aux États-Unis, l'aéroport de Newark, près de New-York, est inauguré en 1928 et se vante d'une piste de 488 m de long, la première au monde à être construite en dur. Au cours de l'année 1930, il traite 20 000 passagers, un nombre considérable pour l'époque. L'expansion de la ville et du trafic entraîne la création de l'aéroport de La Guardia en 1939 puis celui d'Idlewild (qui deviendra JFK) en 1948.

### Évolution de l'implantation
Les premiers aéroports ont été établis à proximité des villes desservies et parfois attenant à une étendue d'eau afin de permettre l'accès aux hydravions utilisés dans les années 1930-1940. Les planificateurs ont rarement prévu l'expansion du trafic et surtout l'apparition de l'avion à réaction. La croissance de la ville a souvent cerné l'aéroport gênant ou empêchant l’allongement des pistes, ce qui a entraîné sa reconversion en aéroport régional, en aérodrome réservé à l'aviation d'affaire ou à l'utilisation du site pour d'autres activités. Les aéroports situés près de plans d'eau ont pu allonger certaines pistes sur remblai.
Les aéroports les plus récents sont souvent implantés plus loin des villes et prévoient l'espace nécessaire à la construction de terminaux ou de pistes supplémentaires. Dans quelques cas, l'aéroport a pu être installé sur une île artificielle.

#### Exemples
L'Aéroport international Midway de Chicago est particulièrement remarquable : construit, comme une partie des banlieues, dans un lotissement de 1 × 1 mile (2,6 km²) les deux plus grandes pistes situées sur les diagonales font moins de 2 000 m (photo ci-dessous) et son extension s'est révélée impossible.
Le nouvel aéroport de Denver couvre une surface de 136 km², soit 50 fois plus, et prévoit l'espace nécessaire pour des pistes et terminaux supplémentaires.
L'aéroport de Nice a pu être agrandi et une nouvelle piste construite sur un remblai. Les pistes de l'aéroport de Sydney ont été prolongées sur la baie.
L'aéroport de Kansai est entièrement construit sur une île artificielle.

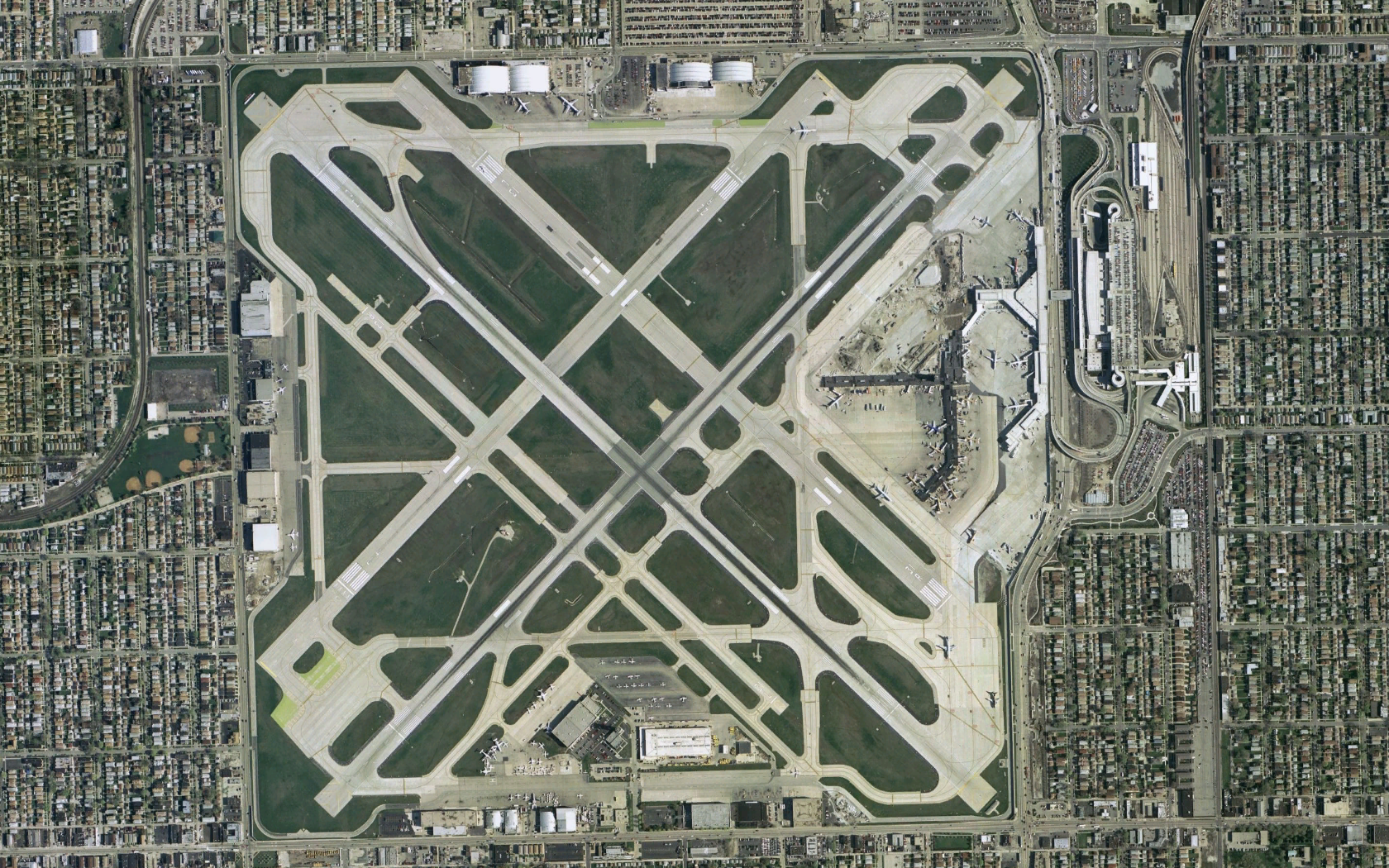
Aéroport de Chicago-Midway. Cerné par la ville, il reste en opération pour les compagnies à bas coût.
Aéroport de Denver. En 2017, la plus grande emprise des États-Unis.
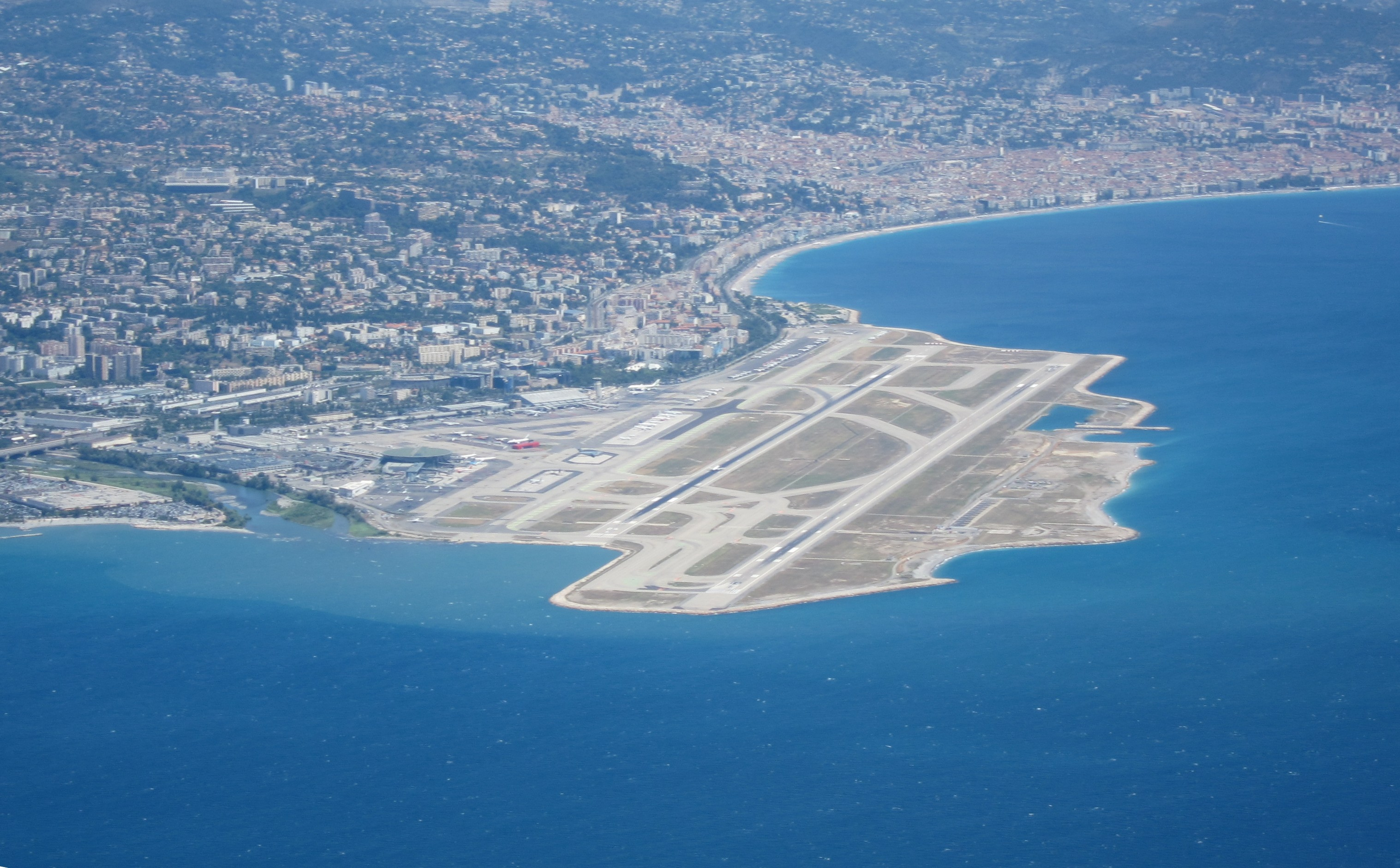
Aéroport de Nice-Côte d'Azur. Deuxième piste construite sur remblai.
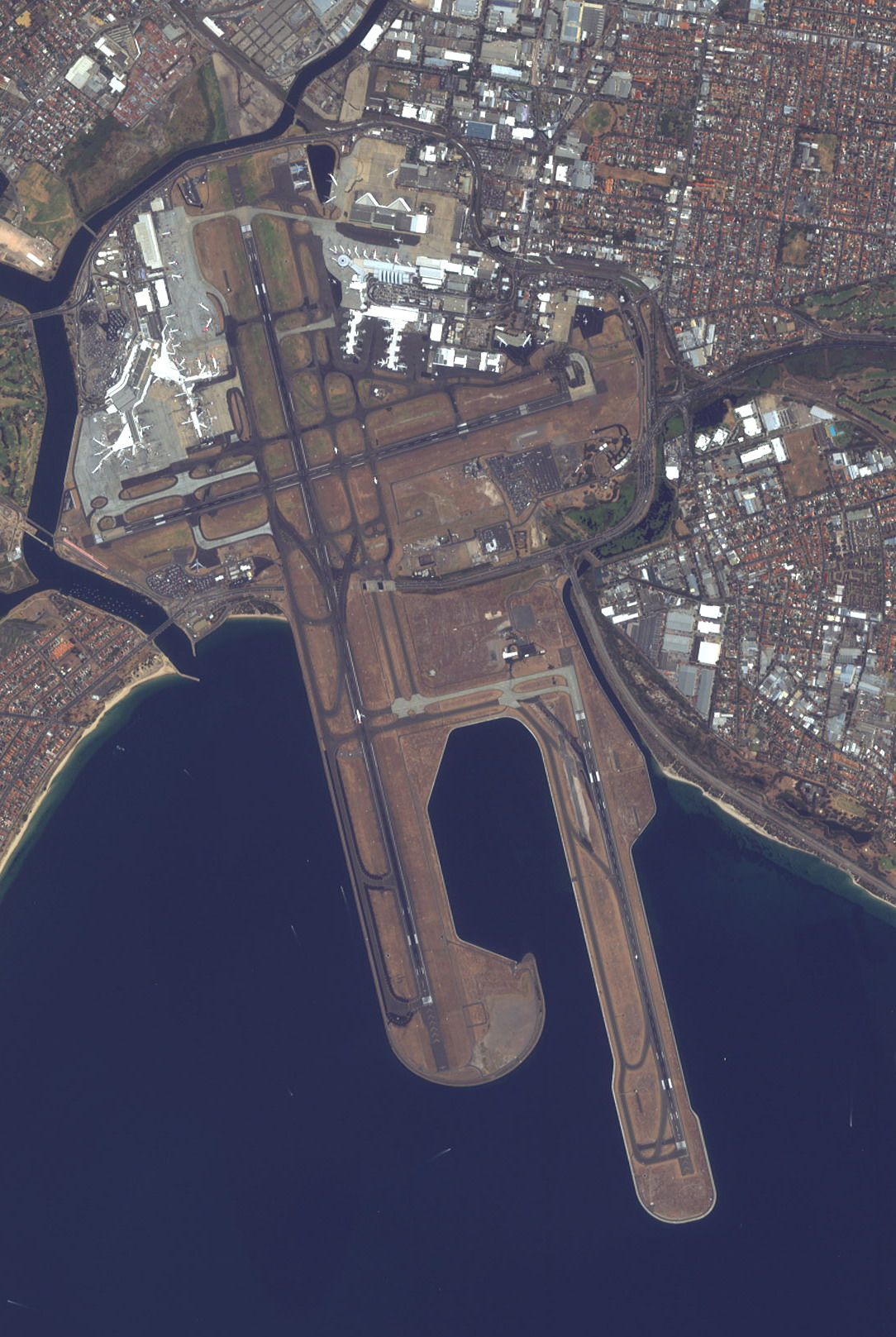
Aéroport de Sydney. Pistes prolongées sur remblai
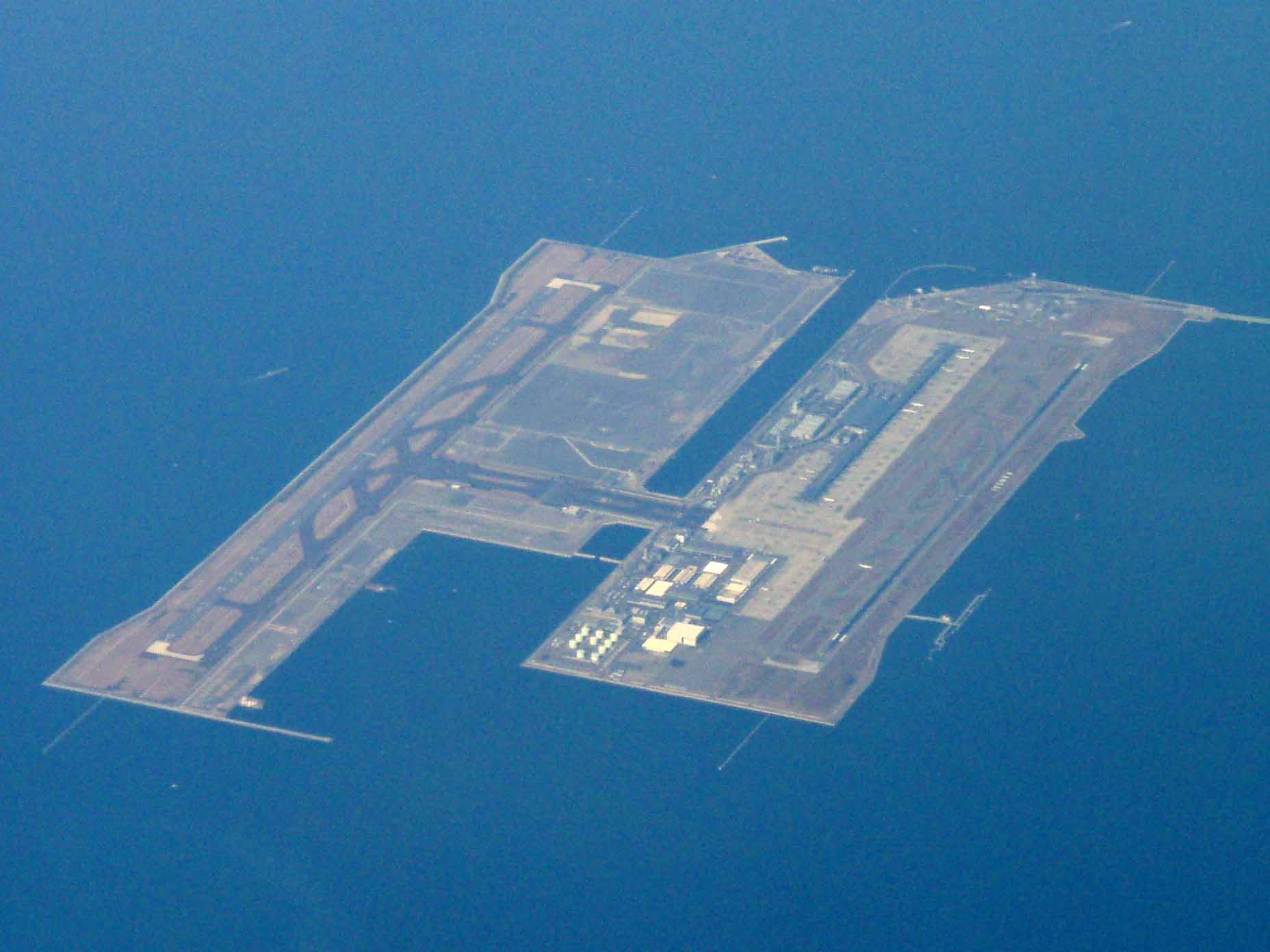
L'aéroport de Kansai est construit sur une île artificielle.
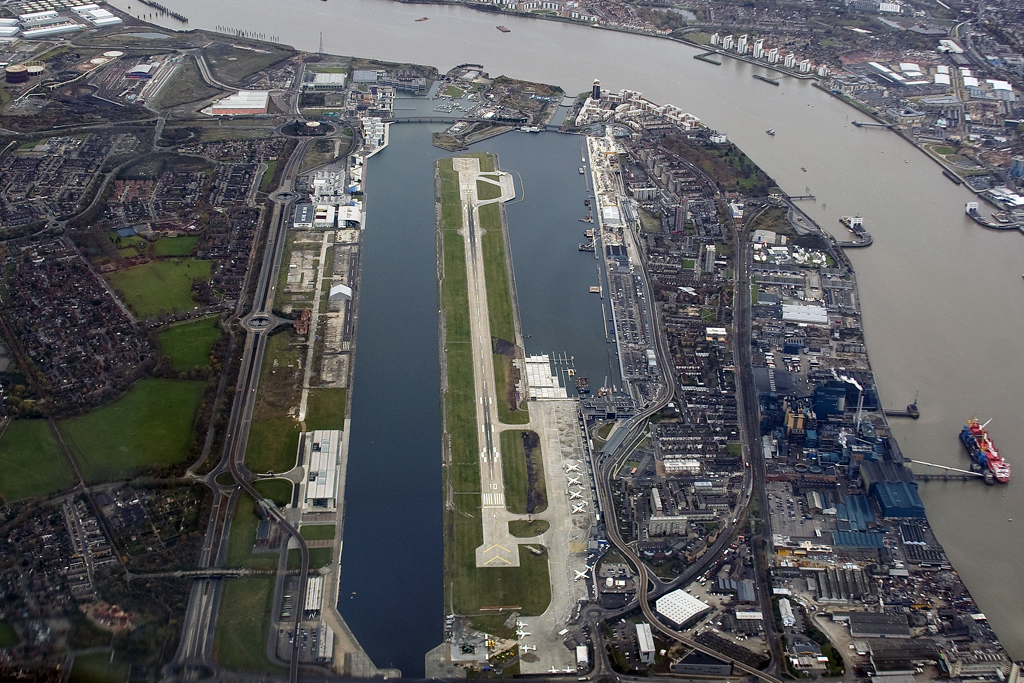
L'aéroport de Londres-City est construit parmi d'anciens quais (Docklands) au centre de la ville.

### Évolution du plan
Les aéroports les plus importants au milieu du XXe siècle ont un réseau de pistes en triangle et une aérogare située au centre. Ce plan initial reste visible sur la photo de l'aéroport d'Heathrow de 1955 (cf. ci-dessus) ou sur les aéroports de Chicago ou New-York. Cette disposition a l'inconvénient de limiter l'extension de l'aérogare et des terminaux associés.
Les aéroports construits vers la fin du XXe siècle ont un réseau de pistes en parallèle. Deux solutions principales sont utilisées : plusieurs aérogares parallèles aux pistes ou une seule aérogare et des terminaux perpendiculaires.

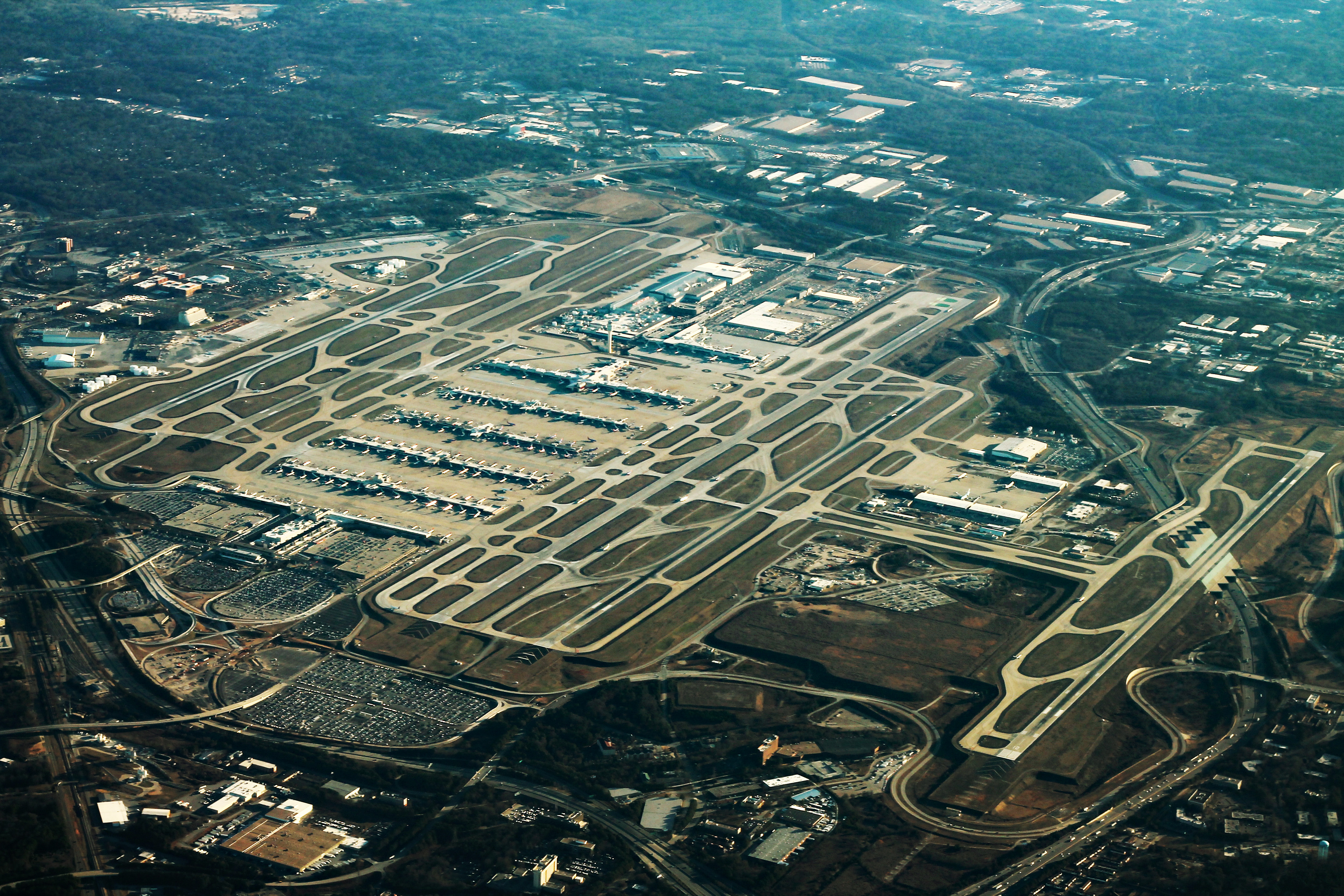
Atlanta : aérogare et terminaux en échelon.
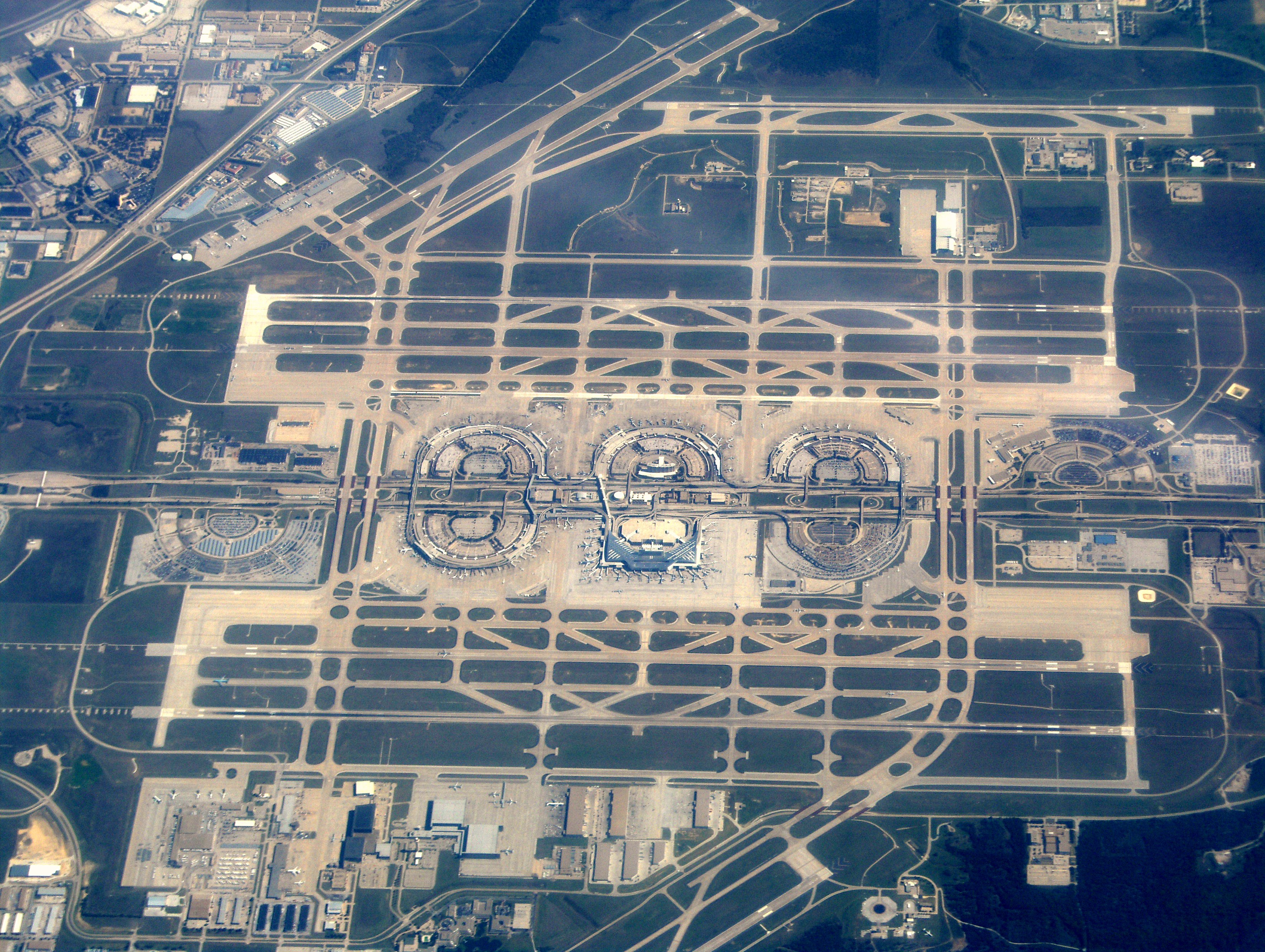
Dallas : aérogares multiples.

### Évolution des terminaux
Au cours du temps, les aéroports ont connu différentes fonctions et différentes formes. De nos jours, les aéroports sont composés de plusieurs bâtiments et installations nécessaires à son bon fonctionnement. Cela n’a pas toujours été le cas. L’évolution des aéroports a été dictée par certains besoins et par certaines technologies. Les changements les plus notables concernent les aspects suivants : le design, le terminal et la sécurité.

### Évolution physique
Les premiers aéroports n’étaient que de simples structures temporaires composées de tentes et de marquages au sol. En effet, un terrain plat dénué d’obstacles suffisait comme piste d’atterrissage. Ces aéroports pionniers étaient implantés dans de larges champs.
Ce n’est que peu avant la Seconde Guerre mondiale que les aéroports se sont démarqués de cette image. Dans les années 1920, aux États-Unis, l’armée américaine ainsi que l’Office de Poste national souhaitaient faire de l’aviation quelque chose d’utile. Le projet de concevoir un réseau national est rapidement né. L’idée était de pouvoir transporter des cargaisons et/ou des passagers par avion. Le développement de l’aviation commerciale a engendré des besoins techniques tels que des bâtiments spécialisés (hangar, terminal, tour de contrôle, etc.) et technologiques tels que des systèmes pour améliorer la sûreté des vols (lumières, radar, etc.). C’est ainsi qu’une surface dure et plate pour les pistes d’atterrissage est devenue nécessaire au bon fonctionnement de l’aéroport. Les pistes en bitume ont effectivement été conçues pour faciliter et rendre plus sûrs le décollage et l’atterrissage. Les premiers hangars ont également été construits afin de faciliter le service technique des avions au sol. La création du terminal s’est avérée essentielle pour créer une interface entre les passagers et l’avion. Les différents accès aux pistes ont été développés, notamment les voies de circulation au sol pour permettre des interventions rapides du service du feu spécialisé. C’est dans les années 1960 que les aéroports ont pris cette forme. Par la suite, l’entourage des aéroports a également été aménagé avec des hôtels, des espaces de parkings pour les voitures ou encore des bureaux pour les autorités de l’aéroport par exemple.
Vers la fin du siècle, les aéroports sont devenus des systèmes très spécifiques et plus uniquement de simples « gares ». En effet, face à la demande, les aéroports ont évolué pour devenir des entités remplissant plusieurs fonctions : commerciale, sociale, sécurité, etc..
Les enjeux pour l’architecture des aéroports de nos jours sont provoqués par la demande en constante augmentation. Effectivement, de plus en plus de gens voyagent par avion. Pour répondre à cette demande, des avions avec une capacité de personnes plus élevée ont été conçus et pourraient être conçus dans le futur. Ceci peut engendrer des adaptations importantes dans les aéroports. En effet, il est nécessaire de réviser la longueur et la largeur des pistes, des accotements de pistes et des voies de circulation au sol. Il faut également améliorer la résistance du bitume puisque ces avions sont plus lourds. Enfin, il faut équiper les terminaux de portes et de pont d’accès spécialisés.

### Terminal
À son apparition, le terminal avait pour but de simplement offrir un couvert aux passagers. Il était composé d’un petit bureau et d’une salle d’attente. La demande augmentant, le terminal a grandi petit à petit. Les architectures sont devenues de plus en plus complexes. Différents services ont été ajoutés au terminal. Effectivement, les infrastructures nécessaires aux contrôles de sécurité ont été ajoutées au bâtiment. Le service de gestion des bagages a également vu le jour. Puis, sont arrivés les différents commerces.

### Évolutions visant la sécurité

#### Tour de contrôle
Avant d’être rattachée au terminal, la tour de contrôle était un bâtiment isolé. Au début, sa fonction était de transmettre des informations sur le vent et sur les conditions météorologiques aux avions. Elle faisait également office de balise lumineuse.
Par la suite, grâce aux avancées technologiques sur les radars, la tour de contrôle permis de guider les pilotes et de sécuriser la synchronisation des décollages et atterrissages. Ces avancées ont également rendu possibles les atterrissages dans de mauvaises conditions météorologiques.

#### Lumière et aide pour direction
Pendant les années 1974, un système d'indicateur de pente d'approche (PAPI) a été inventé pour faciliter l’atterrissage des avions. Ce système aide à poser l’avion sur un axe vertical pendant l’atterrissage, en utilisant des lampes à côté des pistes des aéroports de couleurs différentes. Chaque combinaison de couleurs donne des instructions différentes aux pilotes en ce qui concerne l’altitude de l’avion.
Plus précisément, cela consiste en quatre lampes sur les deux côtés de la piste qui émettent une lumière blanche ou rouge. C’est seulement quand les pilotes aperçoivent deux lumières rouges et blanches qu’ils savent qu’ils ont la bonne inclinaison et hauteur. Les quatre autres combinaisons indiquent que l’avion est soit trop haut soit trop bas.

## Services annexes et administration

### Propriété et gestion des aéroports
Selon un rapport de l’Association internationale des gestionnaires d’aéroports (ACI) de 2017, 41 % des passagers aériens dans le monde passent par des aéroports totalement ou partiellement privatisés, tandis que 86 % des aéroports mondiaux sont encore publics. Selon le même rapport, 46 des 100 plus gros aéroports mondiaux sont aux mains de sociétés privées ou de partenariats public-privés. C’est en Amérique du Nord que la part du trafic passager transitant par des aéroports privés est alors la plus faible (1 %), et c’est en Europe qu’elle est la plus élevée (75 %). Selon l'ACI, le nombre d'aéroports privatisés devrait continuer à augmenter, les États et les collectivités locales étant de moins en moins enclins à financer seuls les investissements nécessaires au développement prévu du trafic aérien.
En France, la loi Aéroports du 20 avril 2005 a organisé les aérodromes français en trois catégories, :
- la société anonyme Aéroports de Paris, majoritairement détenue par l'État, possède et exploite les trois principaux aérodromes d'Île-de-France : Paris-Charles-de-Gaulle, Paris-Orly et Paris-Le Bourget ainsi que dix autres aérodromes et un héliport ;
- les grands aérodromes régionaux, dits d'intérêt national (aérodromes de Bordeaux-Mérignac, Lyon - Saint-Exupéry et Lyon-Bron, Marseille-Provence, et Aix-Les Milles, Montpellier-Méditerranée, Nice-Côte d'Azur et Cannes-Mandelieu, Strasbourg-Entzheim, Toulouse-Blagnac, Martinique-Aimé Césaire, Guadeloupe-Pôle Caraïbes, La Réunion-Roland-Garros, Cayenne-Félix Eboué[17]) demeurent la propriété de l'État et leur gestion est transférée progressivement des chambres de commerce et d'industrie (CCI) à des sociétés aéroportuaires nouvellement créées, dont le capital est détenu par l'État, les collectivités locales et les CCI ;
- les autres aéroports régionaux ont été transférés par l'État en pleine propriété aux collectivités territoriales en application de la loi Libertés et Responsabilités locales[18] du 13 août 2004.

### Sécurité

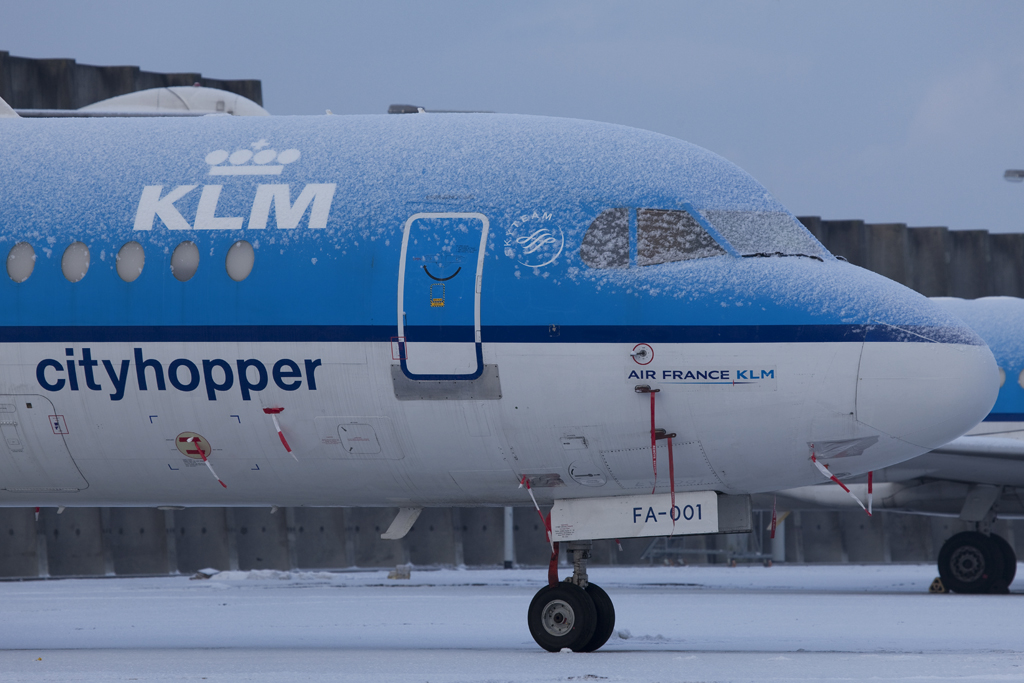
Avion régional de la KLM ne pouvant décoller, les conditions météorologiques sur Amsterdam-Schiphol n'étant pas favorables.

La sécurité vise à éviter les accidents susceptibles de causer des préjudices aux biens et aux personnes. C'est une préoccupation primordiale en ce qui concerne les aéroports. C'est pourquoi plusieurs systèmes et méthodes ont été conçus.
La sécurité est ainsi prise en compte dès la conception d'un aéroport, lors de l'aménagement des infrastructures aéroportuaires (pistes, voies de circulation, aires de stationnement), en s'appuyant sur les normes internationales et les recommandations de l'Organisation de l'aviation civile internationale (OACI).
Par ailleurs, afin de répondre aux normes de l'OACI, chaque aéroport possède un service de sauvetage et de lutte contre l'incendie des aéronefs (SSLIA), qui dispose de véhicules de lutte contre l'incendie spécifiques aux aéroports mis en œuvre par des pompiers d'aérodrome. En particulier, l'objectif opérationnel de ce service est d'obtenir un délai maximum de trois minutes entre une alerte et l'arrivée des premiers engins pour une intervention en tout point d'une piste.
Enfin, outre les mesures mises en place pour limiter le risque de collision avec un autre véhicule roulant ou une personne, des mesures particulières peuvent être mises en œuvre sur les aéroports et à leur voisinage afin de limiter les risques de collision avec un obstacle (interdiction ou balisage d'obstacle) ou avec un animal — oiseau ou mammifère — par la mise en place d'un service chargé d'assurer la prévention du péril animalier. Des dispositifs d'effarouchement antiaviaire (notamment des enregistrements de cris de détresse à fréquence variable aléatoire afin que les oiseaux ne s'y accoutument pas) ont permis, selon la DGAC, de diminuer de 80 % le nombre de collisions en France.
Dans plusieurs aéroports du Canada, de Scandinavie ou de Russie notamment, sont utilisés en hiver des appareils de dégivrage des avions. Dans les pays au climat plus tempéré, seuls des engins permettant de déblayer et saler les pistes enneigées l'hiver sont présents. Cela permet de maintenir à son rythme habituel le trafic aérien en respectant les normes sécuritaires.

### Sûreté
La sûreté vise à éviter les actions volontaires susceptibles de causer des préjudices aux biens et aux personnes. Les mesures de sûreté sont particulièrement importantes dans les aéroports. Elles incluent le contrôle des passagers et de leurs bagages au moment de l'enregistrement et de l'embarquement, mais aussi la surveillance des mouvements dans les terminaux et sur les pistes, aux abords des avions, etc.
Pour assurer la sûreté, on peut trouver :
- le détecteur de masses métalliques ;
- le scanner corporel ;
- la palpation de sécurité ;
- le fouille corporelle ;
- les rayons X ;
- le détecteur de traces et de vapeurs d'explosifs.

Elle concerne aussi la bonne gestion des déchets et frets dangereux…

## Aspects économiques et environnementaux
Les aéroports sont souvent une composante majeure de l'activité économique et touristique d'une agglomération. Ils sont alors desservis par des liaisons routières rapides (voie express, autoroute) et des transports en commun. Leur implantation au plus près de la zone d'achalandise est l'objet de conflits liés aux nuisances générées par les avions.
Les aéroports sont le lieu de convergence et de décollage d'un grand nombre d'avions, mais ils sont aussi desservis par des voies ferrées et des réseaux routiers et autoroutiers générant des pollutions et contribuant à la fragmentation écologique des paysages.
Ils génèrent des polluants parfois fortement concentrés (gaz des tuyères au décollage, carburants évaporés, produits anti-gel, etc.) et certaines nuisances (notamment en termes de bruit, tout particulièrement lorsque les vols de nuit sont nombreux). Les avions sont aussi d'importants émetteurs de gaz à effet de serre et contribuent à modifier l'albédo par leurs trainées de condensation. L'importance et l'étendue des impacts de ces phénomènes sont discutés, riverains et autorités aéroportuaires n'étant pas toujours d'accord.
En France, une surveillance de l’impact du trafic aérien des trois grands aéroports Charles de Gaulle, Orly et Le Bourget sur la santé des riverains doit être mise en place en 2008 dans les objectifs du plan régional santé environnement (PRSE), sous la responsabilité du Préfet et de la cellule interrégionale d'épidémiologie d'Île-de-France (Cire), avec un comité de pilotage composé de l'État, d'élus, d'associations, de professionnels et de scientifiques. Les observatoires du bruit et de l’air Bruitparif et Airparif évalueront l'exposition des riverains au bruit et à la pollution de l'air. Crises d’asthme et troubles du sommeil seront les indicateurs retenus pour l'étude.
Airparis devait mesurer à la fin de l’été 2008 le dioxyde d'azote (NO2) autour de Roissy-en-France pour mettre à jour les données de 2002 (sur 120 sites intéressant 23 communes).
Les émissions de NOx de l'ensemble des activités des plates-formes aéroportuaires de Roissy et d'Orly sont « plus de trois fois supérieures à celles du boulevard périphérique », selon Airparif.

## Santé
Outre les impacts en termes de pollution (pollution de l'air, pollution sonore, nuisances lumineuses), les grands aéroports, lieux où se croisent un grand nombre de personnes venues de toutes les régions du monde, sont une source de risques épidémiologiques et écoépidémiologiques. Ils sont un lieu privilégié de contagion et de diffusion rapide possibles pour certaines maladies infectieuses, comme on l'a vu avec le SRAS.
Pour cette raison, ils sont associés aux dispositifs de veille sanitaire et de réaction visant à limiter le risque épidémiologique, notamment en cas de pandémie de grippe (grippe aviaire à virus H5N1, A H1N1 ou autre).

## Trafic

### Fréquentation

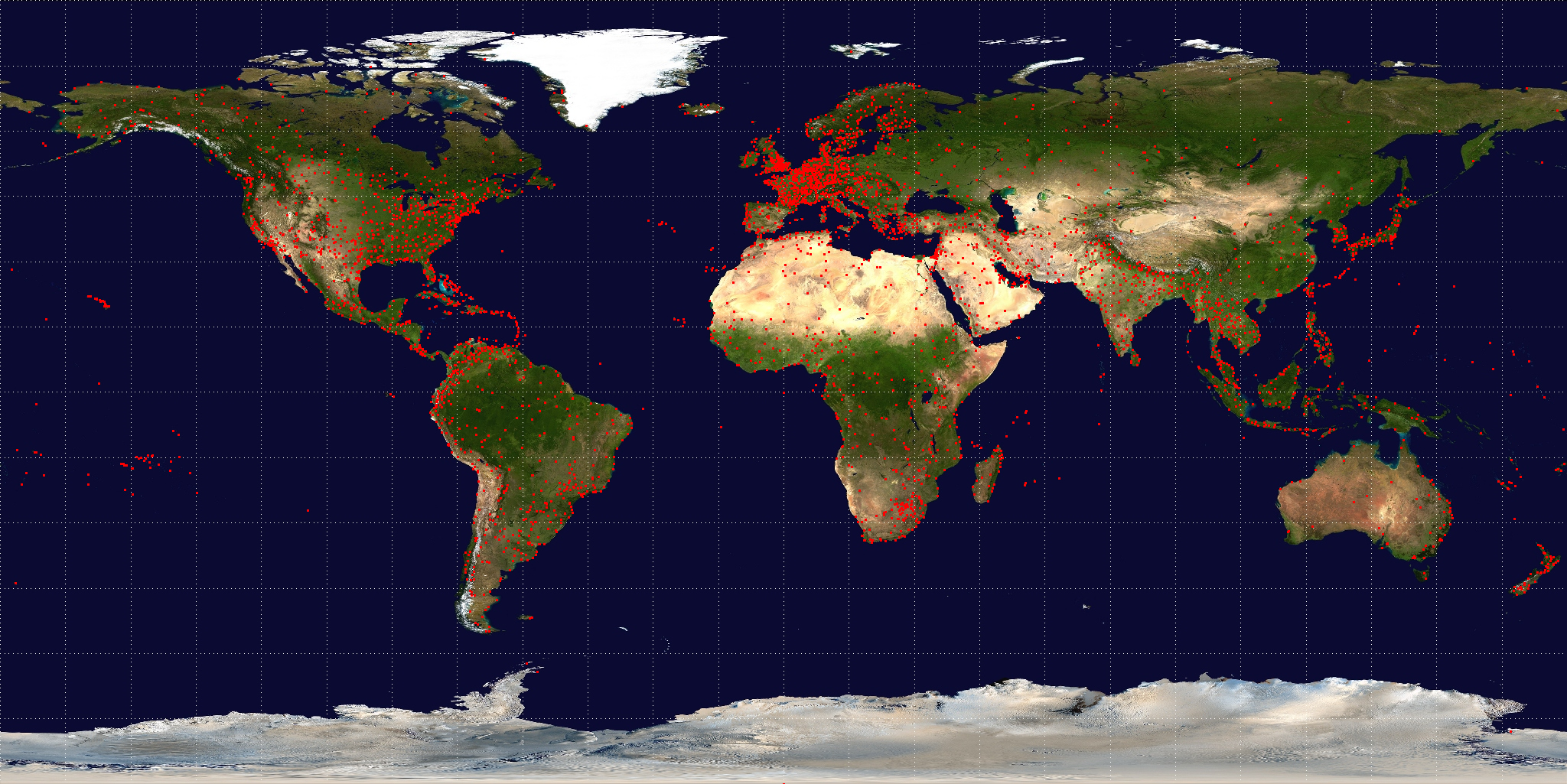
Distribution des aéroports dans le monde, en 2008.

Selon le Conseil international des aéroports, les onze aéroports les plus fréquentés en 2018 sont les suivants :
1. États-Unis, aéroport international Hartsfield-Jackson d'Atlanta, 107 394 029 passagers ;
2. Chine, aéroport international de Pékin-Capitale, 100 983 290 passagers ;
3. Émirats arabes unis, aéroport international de Dubaï, 89 149 387 passagers ;
4. États-Unis, aéroport international de Los Angeles, 87 534 384 passagers ;
5. Japon, aéroport international de Tokyo-Haneda, 87 131 973 passagers ;
6. États-Unis, aéroport international O'Hare de Chicago, 83 339 186 passagers ;
7. Royaume-Uni, aéroport de Londres-Heathrow, 80 126 320 passagers ;
8. Hong Kong, aéroport international de Hong Kong, 74 517 402 passagers ;
9. Chine, aéroport international de Shanghai-Pudong, 74 006 331 passagers ;
10. France, aéroport de Paris-Charles-de-Gaulle, 72 229 723 passagers
11. Pays-Bas, aéroport d'Amsterdam-Schiphol, 71 053 157 passagers

### Retard
D'après l'organisme Eurocontrol, 45 % des retards enregistrés dans les aéroports européens au cours de l'été 2011 étaient dus à six d'entre eux : Frankfurt-Main, Madrid-Bajaras, London-Heathrow, Istanbul-Ataturk, Zurich et Athinai-Eleftherios. Toutefois, ramenés au nombre de vols, le classement s'améliore nettement pour les grands aéroports. Les retards les plus importants par vol étant enregistrés dans les petits aéroports des îles grecques.